# Theodegotha

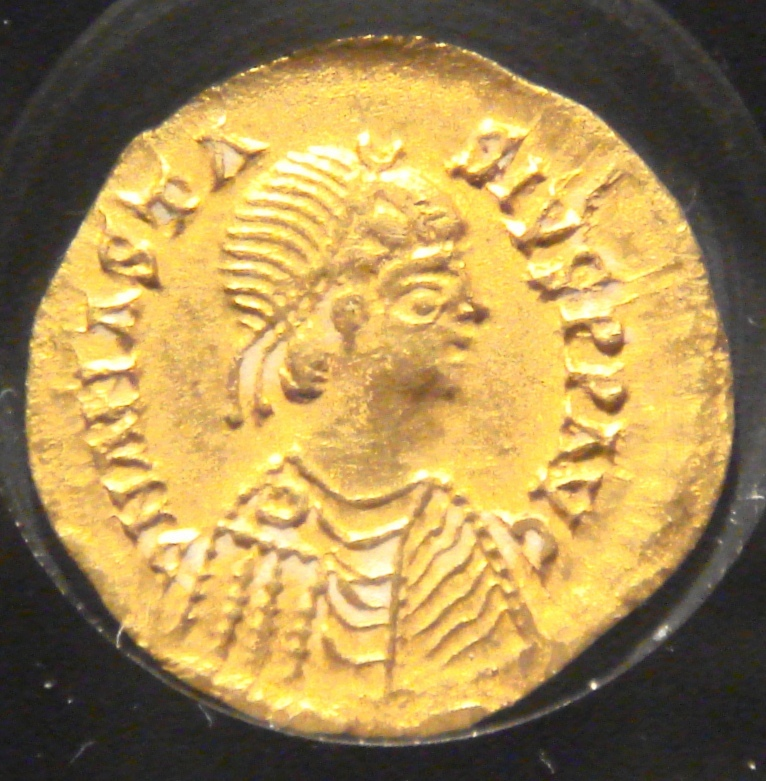
Munt met afbeelding van Alarik II

Theodegotha of Theodogonda (5e eeuw – fl. 502) was de vrouw van de Visigotische koning Alarik II  (484–507).

## Leven
Ze was de dochter van Theodorik de Grote. Haar huwelijk met Alarik was de bezegeling van een alliantie tussen de Visigoten (het volk van Alarik) en de Ostrogoten (het volk van haar vader). 
Volgens Jordanes kreeg Theodorik de Grote twee kinderen uit een concubine, wier naam niet bekend is, toen hij in Moesië verbleef. Theodegotha is het oudste kind van Theodorik. Ze heeft een zus en veel halfbroers en zussen uit de verschillende verbintenissen van haar vader. Theodegotha is dus buiten Italië geboren.
Als prinses uit het adelijke geslacht geslacht van de Amalen was zij bij uitstek een partij voor koningen of prinsen die op zoek zijn naar politieke legitimiteit. Bij de aankomst van Theodorik in Italië bood hij rond 493 zijn dochter aan Alarik als dank voor de militaire steun die Alarik aan hem had verleend. Uit dit huwelijk werd in ieder geval een zoon Amalarik geboren die eveneens koning werd van de Visigoten.